# Fontguenand
Fontguenand település Franciaországban, Indre megyében. Lakosainak száma 252 fő (2022. január 1.). Fontguenand Lye, Valençay, Val-Fouzon, La Vernelle, Meusnes és Villentrois-Faverolles-en-Berry községekkel határos.

## Népesség
A település népességének változása:
| Lakosok száma | 284  | 240  | 223  | 240  | 234  | 230  | 238  | 245  | 248  | 252  |
|               | 1968 | 1982 | 1990 | 2006 | 2013 | 2015 | 2017 | 2019 | 2020 | 2022 |